# NHL 16
NHL 16 är ett ishockey-spel utvecklad av EA Canada och publicerat av EA Sports. Det är 25:e spelet i spelserien som släpptes i Nordamerika 15 september 2015 och 17 och 18 september till Europa, Australien och Nya Zeeland. Det släpptes till Playstation 4 och Xbox One, med en separat release till Playstation 3 och Xbox 360 med titeln NHL: Legacy Edition.

## Spelupplägg

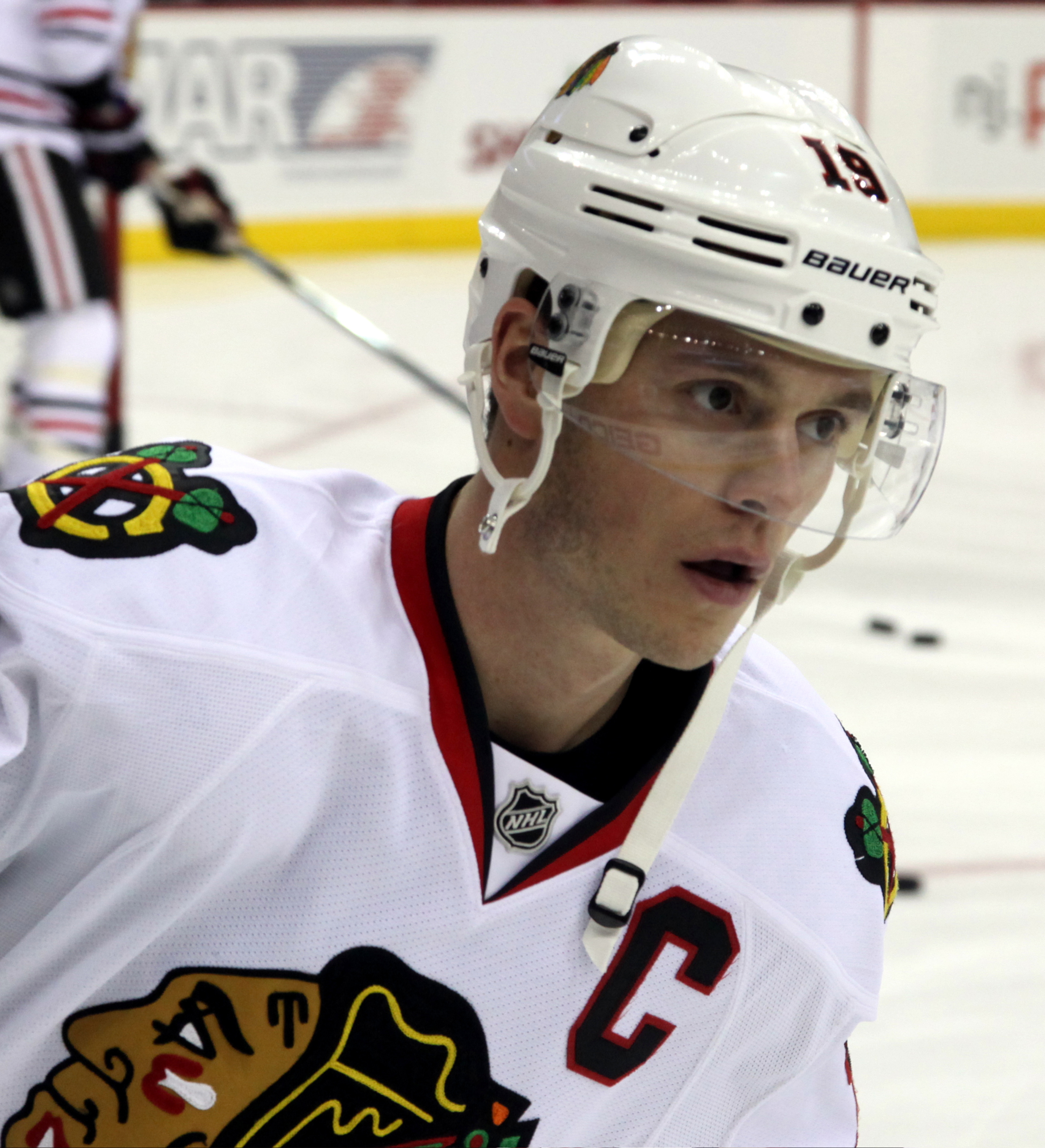
Jonathan Toews medverkar på spelets omslag.

Spelarläget EA Sports Hockey League (EASHL) som var inte med i PS4/One-versionen av NHL 15 återvänder och kommer att förändras i liknande stil som i Be a Pro. En beta-version släpptes 30 juli till ägare av NHL 15.

## Soundtrack
Som i föregångaren spelas licenserad musik enbart inne i arenorna, medan originallåtar som NHL 15 till Playstation 4 och Xbox One spelas på menyn.

## Omslag
Jonathan Toews och Patrick Kane från Chicago Blackhawks var ursprungligen tänkt att vara med på spelets omslag. 12 augusti 2015 meddelade EA att Kane inte kommer att vara med på omslaget på grund av att han hamnade i ett brott som han blev inblandat i. Toews medverkar dock på omslaget.

## Funktioner
NHL16 - Arena Atmosphere: För nästa generations-versioner har EA återskapat 29 av 30 NHL-lagens arenor i ingående detalj, 
(Arizonas arena är exkluderad), vilket gör varje arena unik och möjliggör större publik.

## Lag och ligor
Spelet inkluderar NHL, AHL (Nordamerika), Liiga (Finland), SHL (Sverige), Extraliga (Tjeckien), DEL (Tyskland), the NLA (Schweiz) och GET-ligaen (Norge), det är första gången GET-ligan medverkar spelserien NHL. Nya lag är Rögle BK, Karlskrona HK och Malmö Redhawks från Sverige. GET-ligeaen har endast Stavanger Oilers och Vålerenga Ishockey.

## Soundtrack
| Artist                   | Sång                                    |
| ------------------------ | --------------------------------------- |
| Seven Lions              | Lose Myself (ft. Lynn Gunn)             |
| Ethel and the Chordtones | It's Good (ft. Ryan Levine of Wildling) |
| FRENSHIP                 | Kids                                    |
| Vinyl Theatre            | Breaking Up My Bones                    |
| Skrux                    | You & Me                                |
| Panic! At The Disco      | Hallelujah                              |
| Nihils                   | Help Our Souls (Urban Contact Remix)    |
| New Politics             | West End Kids                           |
| Wildling feat. AMES      | Wolves (Take You)                       |
| Kenneth Aaron Harris     | One and Only                            |